# چهارراه حوادث
چهارراه حوادث فیلمی به کارگردانی و نویسندگی ساموئل خاچیکیان محصول سال ۱۳۳۳ است.

## خلاصه داستان
«فرید» بعد از اینکه دختر محبوبش جوان پولداری را به همسری برمی‌گزیند برای به دست آوردن پول بیشتر وارد دار و دستهٔ «سلیم» و همکارانش شده و کارش به سرقت می‌کشد. اما در جریان یکی از دزدی‌ها، پلیس سرمی رسد و او ضمن فرار با دختری به نام «هما» برخورد می‌کند و هم اوست که فرید را بار دیگر به زندگی امیدوار کرده و به راه درست می‌کشاند.

## تولید
خاچیکیان این فیلم را برای «دیانا فیلم» و با فیلم‌برداری واهاک وارطانیان، تحت تأثیر داستان‌های پلیسی و کارآگاهی دهه ۱۹۴۰ و اوایل دهه ۱۹۵۰ میلادی (با نقش‌آفرینی آرمان و ناصر ملک‌مطیعی) ساخت، و پاره‌ای از منتقدان آن را «یک جهش امیدبخش در تاریخ سینمای ایران» دانستند. کارگردان در این فیلم ـ به شیوه آثار جنایی ـ از قواعد «قاتل کیه؟» تبعیت نمی‌کرد، اما «یک مسئله اجتماعی و طبقاتی را مطرح می‌کرد که عناصر جنایی در آن دیده می‌شد». فیلم در نمایش عمومی در ۲۹ اسفند ۱۳۳۳ با استقبال مواجه شد، و در «نخستین فستیوال فیلم‌های ایرانی (گلریزان)» در خرداد ۱۳۳۴ جایزه بهترین کارگردانی و بهترین بازیگر مرد اول (آرمان) به آن تعلق گرفت. نگاتیو این فیلم در فیلمخانه ملی ایران محفوظ است.

## نسخه مرمت‌شده
فیلم چهارراه حوادث در سال ۱۳۹۶ با همکاری فیلم‌خانه ملی ایران در مرکز مرمت فیلم بولونیا به همراه سه فیلم دیگر از خاچیکیان، دلهره، ضربت و طوفان در شهر ما مرمت شد.

## بازیگران
- ناصر ملک مطیعی در نقش فرید
- آرمان در نقش سلیم
- ویدا قهرمانی در نقش هما
- مورین
- علی کیائی
- منصور سپهرنیا
- ویگن
- علی زندی
- پرویز مجیدی
- مینا
- حسن کاظمیان